# Karl Weinberger (Karosseriebau)
Die Firma Karl Weinberger war ein deutscher Stellmacherbetrieb, der in München ansässig war.
Der Betrieb wurde von Karl Weinberger sen. († 1908) im Jahr 1865 als Wagnerei gegründet. 1908 übernahmen die Söhne Karl Weinberger jun., Hans Weinberger und Heinrich Weinberger die Firma. Seit dieser Zeit wurden auch Automobilkarosserien hergestellt, vorwiegend auf Protos-Fahrgestellen, deren Vertretung für Bayern Weinberger besaß. Neben Pkw entstanden auch Liefer- und Sanitätswagen. Viele Protos-Taxis im München der 1920er Jahre stammten aus diesem Hause.
1927 stellte Protos die Fertigung ein, und Weinberger fertigte von da an nur noch Aufbauten für Omnibusse und Nutzfahrzeuge. Nach schwerer Beschädigung der Fabrikanlagen im Zweiten Weltkrieg wurde das Unternehmen 1944 liquidiert.

## Quelle
- Werner Oswald: Deutsche Autos 1920–1945. 10. Auflage. Motorbuch-Verlag, Stuttgart 1996, ISBN 3-87943-519-7.